# Harry Gray
Harry Barkus Gray, född 14 november 1935 i Woodburn, Kentucky, är en amerikansk kemist.
Gray studerade kemi vid Western Kentucky University, där han tog bachelorexamen (B.S.) 1957. Han var doktorand inom oorganisk kemi vid Northwestern University där han blev Ph.D. 1960. Han tillbringade därefter ett år som postdoc vid Köpenhamns universitet, och var sedan verksam vid Columbia University 1961-1966, från 1965 som fullvärdig professor. 1966 flyttade han över till California Institute of Technology som professor.
Hans forskningsområde gäller flera olika frågeställningar inom oorganisk kemi, biokemi och biofysik med elektronöverföring som det samlande temat.
Gray tilldelades National Medal of Science 1986 och Wolfpriset i kemi 2004 för nyskapande arbete inom biooorganisk kemi, uppkomsten av nyskapande principer gällande strukturen och elektronöverföring på långt avstånd i proteiner.
Gray invaldes i American Academy of Arts and Sciences 1979, och i American Association for the Advancement of Science 1989. Han blev utländsk ledamot av Det Kongelige Danske Videnskabernes Selskab 1974, utländsk ledamot av Kungliga Vetenskaps- och Vitterhetssamhället i Göteborg 1995, av Kungliga Vetenskapsakademien 1997 och blev utländsk medlem av Royal Society 2000. Han promoverades till filosofie hedersdoktor vid Göteborgs universitet 1991.

## Utmärkelser
- ACS-priset i kemi,  1970[15]
- American Chemical Society Award för oorganisk kemi,  1978[16]
- Tolman Award,  1979[17]
- Remsen Award,  1979[18]
- Centenary Prize från Royal Society of Chemistry,  1984
- Linus Pauling Award,  1986[19]
- National Medal of Science,  1986
- American Institute of Chemists Gold Medal,  1990[20]
- Alfred Bader Award in Bioinorganic or Bioorganic Chemistry,  1990[21]
- Hedersdoktor vid Université Toulouse-III-Paul-Sabatier,  24 oktober 1990[22]
- Hedersdoktor vid Göteborgs universitet,  1991
- Priestleymedaljen,  1991[23]
- Willard Gibbs-priset,  1992[24]
- Harvey-priset,  2000[25]
- Utländsk ledamot av Royal Society,  11 maj 2000[26]
- George C. Pimentel Award in Chemical Education,  2001[27]
- Oesper Award,  2001[28]
- Geoffrey Wilkinson Award,  2003
- NAS Award in Chemical Sciences,  2003
- William H. Nichols Medal Award,  2003[29]
- Benjamin Franklin-medaljen,  2004
- Wolfpriset i kemi,  2004[30]
- Welch's kemipris,  2009[31]
- Othmer Gold Medal,  2013[32]
- F. A. Cotton Medal,  2018[33]
- Guggenheimstipendiet[34]

[Redigera Wikidata]